# Безстоякове кріплення
Безстоякове кріплення (рос. крепление бесстоечное, англ. support with no props; нім. Ausbau m mit Kappen f pl ohne Stempele m pl; stempelloser Ausbau m) — тимчасове або постійне гірниче кріплення для підтримки гірських порід в покрівлі виробкию 
Вконане у вигляді дерев'яного або металевого верхняка, підвішеного за допомогою металевих стержнів (анкерів), що закладаються в свердловини в боках чи в покрівлю виробки.